# Haus Gartlage
Haus Gartlage ist ein ehemaliges Herrenhaus in Osnabrück. Es wird nach dem adligen Gutshof, zu dem es gehörte, auch Gut Gartlage genannt.

## Geschichte

### Mittelalter und Frühe Neuzeit
Die älteste urkundliche Erwähnung der Gartlage als Besitzung des Hochstifts Osnabrück stammt aus dem Jahr 1190. Für das 14. Jahrhundert ist ein Steinhaus belegt, von dem nur Fundamente erhalten sind. Im 15. Jahrhundert waren die von Hake Besitzer. Das bis heute bestehende Herrenhaus wurde am Ende des 16. Jahrhunderts erbaut.
Zu dem ursprünglichen steinernen Haus ist wohl noch im Spätmittelalter ein zweites wehrhaftes Gebäude dazugekommen und die Anlage mit Vorburg von einer Gräftenanlage umgeben worden. Das zweite steinerne Gebäude ist im 16. Jahrhundert größtenteils abgerissen worden und diente als Kern des heutigen Herrenhauses. Das ursprüngliche Burggebäude lag 120 m westlich des heutigen Herrenhauses. Es verfiel mit der Zeit und ist um 1880 beseitigt worden, zur selben Zeit wurden auch die Gräften verfüllt.
Bis ins 17. Jahrhundert wechselte das Gut Gartlage mehrmals den Besitzer. Im Dreißigjährigen Krieg wurde es von schwedischen Truppen geplündert und teilweise niedergebrannt. Nach 1675 wurde es an den Hildesheimer Domherrn Nikolaus Eberhard von Snetlage zu Wulften verkauft. Dieser schenkte es 1683 dem Gymnasium Carolinum. Das Herrenhaus diente den Jesuiten, die das Gymnasium bis 1773 leiteten, als Erholungsstätte. Später wurde es, ebenso wie die etwa 54 Hektar umfassenden Ländereien, verpachtet.

### Gesellenaufstand 1801
Im Juli 1801 ereignete sich im Umfeld des Gutes Gartlage ein blutiger Arbeitskampf: Beginnend mit den Schuhmachergesellen traten die  Handwerksgesellen der Stadt in einen Ausstand, um gegen die Beschneidung ihrer Rechte zu kämpfen. Am 11. Juli zogen sie gemeinsam mit sich solidarisierenden Stadtbewohnern aus der Stadt hinaus in Richtung Gartlage. Um den Streik zu beenden, wurde das Militär um Hilfe gebeten. Am 13. Juli rückten 120 hannoversche Soldaten an, ihre Waffen waren geladen und mit Bajonetten ausgerüstet. Die Streikenden reagierten mit Provokationen. Als auch Verhandlungen und Schlichtungsversuche gescheitert waren, gingen die angestachelten Soldaten auf die Menge los. Die Streikenden bewarfen die Soldaten mit Gegenständen, Handgemenge entstanden. Schließlich fielen Schüsse, durch die 10 Personen getötet und 20 schwer verletzt wurden. Die Verletzten und Toten wurden zurück in die Stadt gebracht, wo sich die Proteste in den nächsten Tagen friedlich fortsetzten. Der Gesellenaufstand von 1801 gilt heute als einer der bedeutendsten Arbeitskämpfe der Osnabrücker Geschichte, eine Gedenktafel am Haster Weg erinnert an das Ereignis.

### Seit dem 19. Jahrhundert
Ein zum Gut gehörendes Fachwerkhaus in der Nachbarschaft des Herrenhauses diente als Gaststätte, ab dem 19. Jahrhundert als Kaffeehaus. Dazu gehörten weitere Gebäude wie ein Saalbau für bis zu 300 Gäste. Hier konnten sonntags Familien ihren eigenen Kuchen mitbringen. Alle Gebäude standen in einem Hain aus Buchen, Kastanien, Eichen und einer Linde, die heute als einzige allein auf dem Acker, schon aus der Ferne beeindruckt. Unter freiem Himmel gab es eine Kegelbahn und wenige hundert Meter stadteinwärts wurden bis zum Jahr 1900 im Winter Wiesen geflutet, um Schlittschuh zu laufen.
Im Zweiten Weltkrieg wurde der Betrieb des Kaffeehauses eingestellt. Kurz vor Kriegsende wurde es durch Bombentreffer beschädigt und später abgerissen.
Nach dem Zweiten Weltkrieg übernahm die Stadt Osnabrück die Unterhaltung des Gymnasiums Carolinum. 1974 fielen Gebäude und Liegenschaften des Gutes der Stadt zu. Das mittlerweile verfallene Herrenhaus wurde um 1980 unter Denkmalschutz gestellt und für 1 DM an einen privaten Bauherrn verkauft, der es renovieren und zu einem Wohngebäude mit dreizehn Wohnungen umbauen ließ.
Seit 1869 heißt die Straße, an der das Herrenhaus liegt, Gartlager Weg. Auf das Gut zurückzuführen sind außerdem die Namen des Waldgebiets Carolinger Holz nordöstlich des Herrenhauses sowie des Stadtteils Gartlage und des gleichnamigen Waldgebiets südwestlich davon. Das Haus Gartlage selbst gehört jedoch zum Stadtteil Dodesheide.

## Beschreibung
Das Herrenhaus ist ein zweistöckiger, verputzter Bau aus Piesbergsandstein mit einem hohen Walmdach und einer Grundfläche von 13,5 × 29 Metern. Die Außenmauern sind im Erdgeschoss etwa einen Meter dick und zum Teil mit Schießscharten versehen. Vor dem Umbau zum Wohnhaus befand sich im ersten Stockwerk ein Saal, der die gesamte Breite des Gebäudes umfasste. Bis 1964 war in einer Nische an der Südseite eine um 1520 entstandene Christophorusfigur angebracht, die dem Meister von Osnabrück zugeschrieben wird. Das Herrenhaus und ein östlich angrenzender Hof waren ursprünglich von Gräften umgeben, die schon vor 1800 verfüllt wurden.  Eine Wegeverbindung (Lange Wand/Gesellenweg) führt direkt vom Kloster Gertrudenberg nahe der Innenstadt, an der Stelle der ehemaligen Gaststätte mit der alten Linde vorbei, direkt vor das Herrenhaus Gartlage.